# Alfredo Mostarda Filho
Alfredo Mostarda Filho, častěji uváděný jako Alfredo (18. října 1946 São Paulo – 28. března 2025) byl brazilský fotbalista, obránce. 

## Fotbalová kariéra
Profesionálně hrál postupně v brazilských klubech Cruzeiro Esporte Clube, Palmeiras, Clube Náutico Marcílio Dias, Nacional FC Manaus, América de Rio Preto, Coritiba Foot Ball Club, Santos FC a EC Taubaté. Kariéru zakončil v Bolívií v klubu CD Jorge Wilstermann. S Palmeiras získal dva mistrovské tituly. V jihoamerickém Poháru osvoboditelů nastoupil ve 9 utkáních. Za brazilskou otbalovou reprezentaci nastoupil ve 2 reprezentačních utkáních. Byl členem brazilské reprezentace na Mistrovství světa ve fotbale 1974 v Německu, nastoupil v zápase o třetí místo proti Polsku.

## Ligová bilance
| Ročník                             | Zápasy | Góly | Klub                    |
| ---------------------------------- | ------ | ---- | ----------------------- |
| Campeonato Brasileiro Série A 1965 | -      | -    | Palmeiras               |
| Campeonato Brasileiro Série A 1966 | -      | -    | Cruzeiro Esporte Clube  |
| Campeonato Brasileiro Série A 1967 | -      | -    | Palmeiras               |
| Campeonato Brasileiro Série A 1968 | -      | -    | Palmeiras               |
| Campeonato Brasileiro Série A 1972 | 29     | 0    | Palmeiras               |
| Campeonato Brasileiro Série A 1973 | 35     | 0    | Palmeiras               |
| Campeonato Brasileiro Série A 1974 | -      | -    | Palmeiras               |
| Campeonato Brasileiro Série A 1973 | 24     | 1    | Palmeiras               |
| Campeonato Brasileiro Série A 1976 | -      | -    | Coritiba Foot Ball Club |
| Campeonato Brasileiro Série A 1977 | 9      | 0    | Santos FC               |
| Campeonato Brasileiro Série A 1978 | 24     | 1    | Palmeiras               |
| Campeonato Brasileiro Série A 1979 | -      | -    | Palmeiras               |
| Campeonato Brasileiro Série A 1980 | -      | -    | Palmeiras               |
| 1. bolivijská liga 1984            | -      | -    | CD Jorge Wilstermann    |
| CELKEM Primera División            | -      | -    |                         |